# モハメド・アフメド・アリ
モハメド・アフメド・アリ（Mohamed Ahmed Alin、Maxamed Axmed Caalim、ソマリ語: Maxamed Axmed Aliin、アラビア語: محمد أحمد علين、1951年10月20日 - 2023年10月31日）は、ソマリア連邦共和国の一構成国であるガルムドゥグの2代目大統領。就任当初は対立派閥が別の大統領を立てたため、一国に2人の大統領がいる異常事態となった。
ソマリランドのサナーグ地域知事、モハメド・アフメド・アリ・ティンバロは別人。

## 経歴
出身はハウィエ氏族のバハル・ギディル支族のサード支族。
旧ソマリア時代には軍の大佐だった。ソマリア内戦により政権が崩壊した1991年には在サウジアラビア大使館に勤めていた。1997年にイギリスにわたり、サラームソマリ銀行に勤務。ソマリアに帰国後はホビョの知事に就任。

### ガルムドゥグ大統領
2009年8月14日に前大統領が任期満了となるのに対して、ガルムドゥグの選挙は2つの派閥に割れた。7月1日、ガルムドゥグ議会はアフメド・シャリフ・アリ・ヒローレを大統領に選出した。しかし最大野党アル・スンナ・ワル・ジャマーは、選挙プロセスに不備があるとして不満を表明。それでもアフメド・シャリフ「大統領」は8月14日に内閣人事を完了した。
アフメド・シャリフ大統領に反対する派閥は、8月14日にモハメド・アフメド・アリを大統領に選出した。モハメド・アフメド・アリ「大統領」は、前大統領と、最大野党アル・スンナ・ワル・ジャマーが支持した。12月末まで、2人の大統領が並立する異常事態となった。2009年9月にソマリア中部が干ばつとなりIRINが被害状況を調査しているが、IRINはアフメド・シャリフにインタビューして彼を「ガルムドゥグ大統領」と紹介している。
2009年12月29日、アフメド・シャリフ・アリ・ヒローレとモハメド・アフメド・アリがソマリア暫定連邦政府大統領の仲介で和解し、モハメド・アフメド・アリが唯一のガルムドゥグ大統領となることが決まった。
2011年8月末、ガルムドゥグと北の隣国プントランドとの間で戦闘となり、30人が死亡した。9月、モハメド・アフメド・アリ大統領は国連の支援を受けてプントランドとの和平に合意した。
2011年12月1日、ガルムドゥグ議会の議員17人中の16人が大統領解任を決議した。しかしモハメド・アフメド・アリ大統領は逆に19日に議会を解散した。
2012年6月、ソマリアの暫定統治協定に、ソマリア暫定政府大統領のシェイク・シャリフ・シェイク・アフマド、ソマリア暫定議会議長のシャリフ・ハッサン・シェエク・アダン、首相のアブディウェリ・モハメド・アリ、プントランド大統領のアブドゥルラフマン・モハムード・ファロレと共に署名。
2012年8月1日、アブディ・ハッサン・アワレ・ケイディードが国会議員選挙の結果、大統領に選出された。モハメド・アフメド・アリは3年の任期を満了で退任。

### 大統領退任後
2019年にはフィンランドに住んでいた。
2023年10月31日、イングランドで死去。72歳没。

## その他
- ノンフィクション作家の高野秀行が2011年に大統領時代のモハメド・アフメド・アリを大統領官邸に訪ねており、「柔和な笑みをたたえた小柄なおじさん」と表現している[3]。
- 2012年初めにアメリカ人ジャーナリストの取材に応じており、ガルムドゥグが領土と主張する港町ホビョを拠点とするソマリア沖の海賊については、ガルムドゥグ政府には海賊を鎮圧し続けるための資金も軍事力も不足しており、残念ながら私たちの力はそこに及んでいないと答えている。また、その時の風貌は「遠近両用眼鏡をかけており、整えられた口ひげだった」と語られている[2]。